# 高速化 (鉄道)

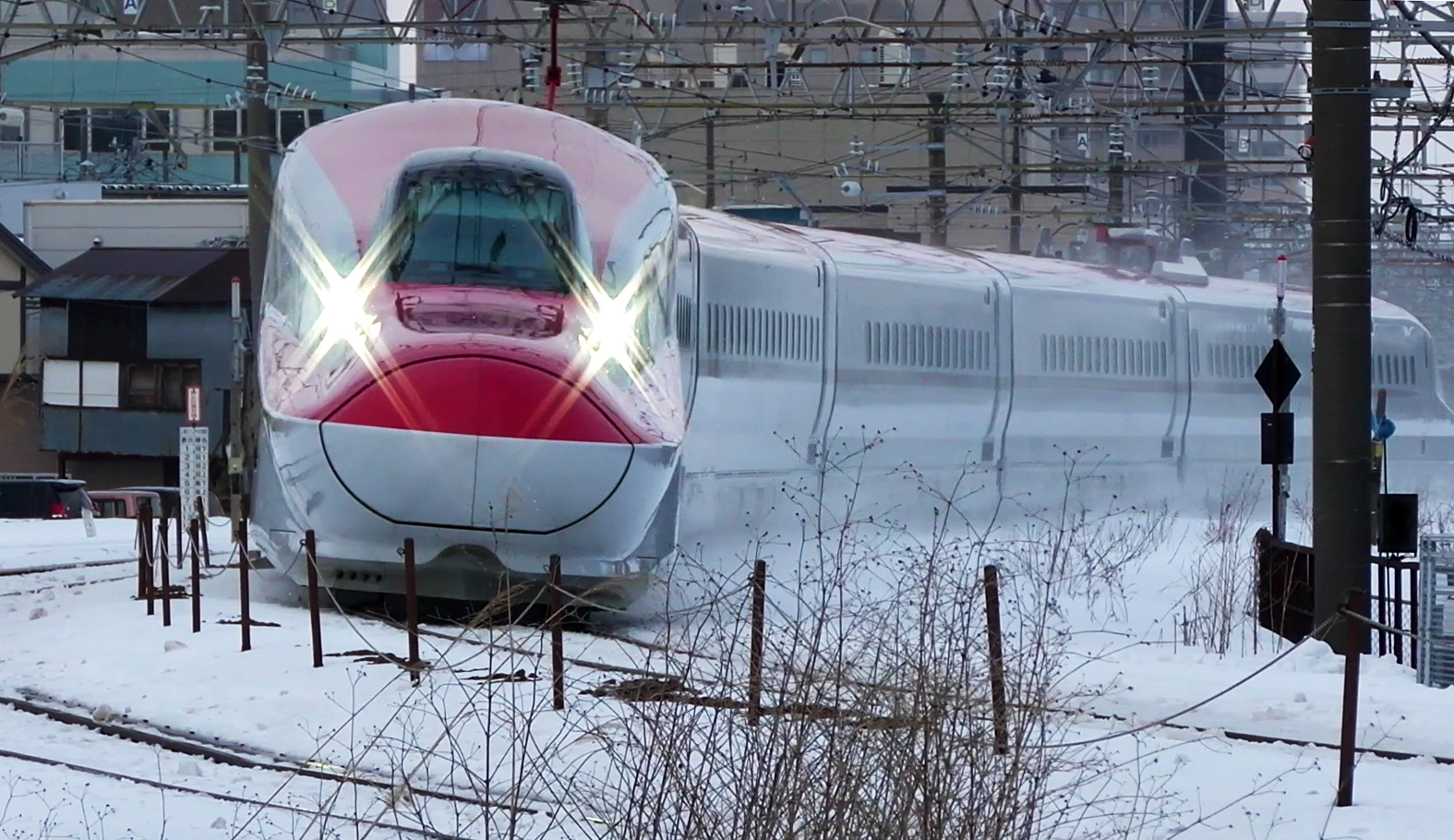
在来線区間を走行する秋田新幹線

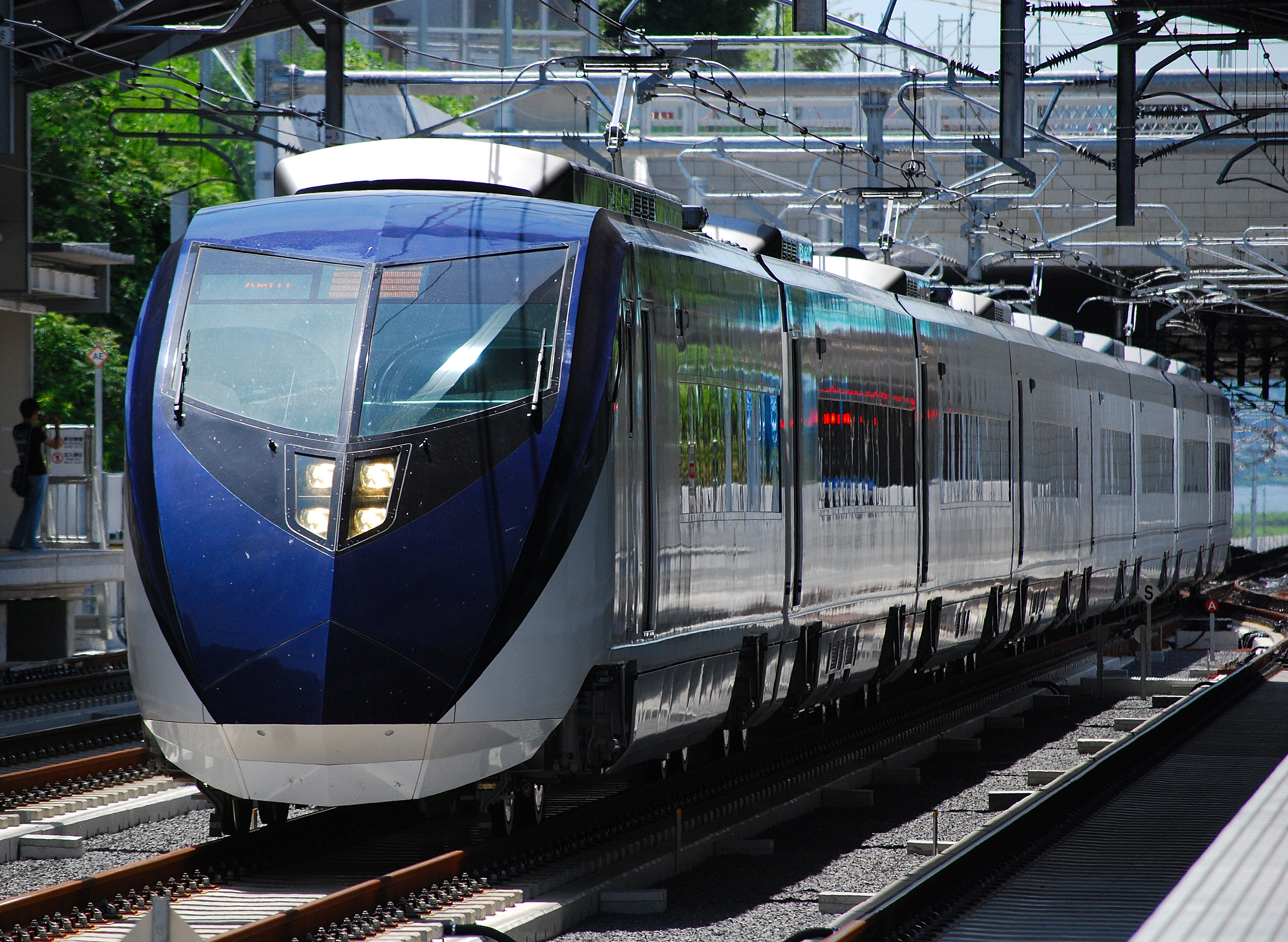
成田新幹線の計画凍結後に開業した成田空港線のスカイライナー

鉄道の高速化（てつどうのこうそくか）は、鉄道の改良によって列車の運行時間を短縮することである。ここでは特に新幹線（高速鉄道）による鉄道網拡大の代替となりうる在来線高速化事業および新線建設について述べる。日本国外では中速鉄道（ちゅうそくてつどう、英: medium-speed rail）、準高速鉄道（じゅんこうそくてつどう、英: semi-high speed rail）という用語が使われることもある。

## 高速化の手法
既存路線の改良による高速化は、新線建設と比べるとはるかに費用を抑えられ工事も容易であることが多い。部分的に従来の線路を放棄して別の用地に新たな線路を敷設する手法もとられる。運行頻度の高い線区を営業運転させながらの改良工事は運行に支障を来すため、列車を運休させることがある。
高速化は、特に車両性能の向上が重要な要素であるが、それだけでなく、地上設備、信号保安、ダイヤ構成、保線、保守など、鉄道を構成する要素のバランスの上に成り立つものであり、それらの要素の何かが欠けると、高速化の効果が低下したり、乱れやすいダイヤになったりすることがある。また、輸送障害や事故の原因にもなりうる（例：JR福知山線脱線事故、JR北海道の多数のトラブル）。
高速化により、沿線の騒音や振動が悪化する場合がある（例：名古屋新幹線訴訟）。
また、線路改良や新車投入などのコストがかかるため、投資額と時間短縮効果のバランスをとることが重視される。
高速化は利用客の利便性の観点からはサービスアップの要因の一つとなりうるが、上位種別のような所要時間の短い列車に乗客が集中し、各駅停車のような所要時間の長い列車との乗車率の差が顕著に出る場合がある。その場合、混雑緩和・乗車率の平準化を目的として、あえて上位種別の列車の所要時間を延ばす場合もある。また、ダイヤ構成上、下位種別との接続が悪い場合、高速化の効果が限定的になることがあり、高速化の効果を発揮するにはダイヤ構成も重要な要素となる。
夜行列車の場合、所要時間よりも有効時間帯に入れることを重視し、敢えて高速運転を行わない場合もある。例えば、上越新幹線開業前の上野～金沢間の在来線特急の事例では、昼行の特急「はくたか」が6時間30分程度で結んでいたのに対し、同じ区間を走っていた夜行の特急「北陸」では7時間30分程度かけて運転していた

### 既存路線の改良
- 直線区間では、最高速度や加減速性能の高い高性能車両の導入を初めとして、ロングレール化・重軌条化やFFU枕木への交換などが行われる。
- 曲線区間の占める割合が多い路線では上記に加え、振り子式車両に代表される車体傾斜車両の導入やカントの扛上[注 1]、抜本的な解決策として特にネックとなる部分の別線付け替えなどを行う。
- 電化区間では高速運転に対応した架線吊架方式（例：コンパウンドカテナリ方式）に取り換える。
- 分岐器の高番数化や両開き弾性分岐器への変更を行うほか、列車交換を行う交換駅・信号場では一線スルー化などを行う。
- 一般的な意味での高速化とは多少趣が異なるが、ミニ新幹線（後述）や地下鉄への直通のように直通運転を可能とすることによってトータルでの所要時間の短縮が図られることも多い。
- 大陸諸国では線形がよく地盤が強固な在来線で客車・貨物列車等で160 km/h - 200 km/h程度の高速運転が行われている。
- JR北海道では、北斗系統のさらなる高速化を目指してハイブリッド車体傾斜システムの実用化を目指したキハ285系気動車を落成させたが、開発中止により、試験および営業運転を行わずに廃車・スクラップとなった[注 2]。
- 列車密度が高い線区では、複々線化による緩急分離を行い、線路当たりの列車密度を下げて速度向上を実現する手法もある。ただしこの方法は、膨大なコストと長期の工事期間、線路増設スペースの確保などの課題がある。
- 列車性能を高性能な車種に統一することで、比較的性能の低い列車に制約されることなく、高速化を実現できる。
- 信号保安システムを改良することにより、列車密度を維持しつつ、高速化を行う手法もある。
- ダイヤ構成上は、遠近分離や緩急接続により、所要時間の短縮を実現する場合がある。

### 高速新線
| 日本の在来線最高速で運用されていたほくほく線の特急はくたか |  | 許容速度160 km/hを示す標識と信号、奥にトンネル |
| 日本の在来線最高速で運用されていたほくほく線の特急はくたか |  | 許容速度160 km/hを示す標識と信号、奥にトンネル |

高速新線は、高速運転を目的として路線の設計段階から急曲線および急勾配を極力廃して建設された路線のことである。日本におけるそれでは、国土が山がちであることから急曲線を排除するためにトンネルや長大橋梁を多用する傾向があり、建設コストが高額になりやすい。なお、国鉄後期に建設された線区は路線の性質にかかわらずトンネルや長大橋梁を駆使して建設されているために多少の改良で高速運転が可能で、このような線区では高性能車両の投入によって実際に高速化されていることが多い。未成線になりかけたところを高速化により開通にこぎつけた事例も少なくない。
一方フランスのTGV用新線やドイツのICE用新線では、急曲線こそないものの、30 ‰程度の勾配は許容されており、地形的な優位性も相まってトンネルや長大橋梁は比較的少ない。

#### 運用中である日本の高速新線
- 新幹線
- JR北海道石勝線：最急曲線半径800 m / 最急勾配12 ‰として建設され、振子式車両は新規建設区間においては全線で130 km/h運転が可能である。
- JR北海道海峡線：北海道新幹線との併用を前提に建設された。140 km/h運転可能。
- JR西日本湖西線：最急曲線半径1400 m / 最急勾配19 ‰として建設され、途中踏切がなく130 km/hでの運転が可能。また信号機改良やホームドア設置で160 km/h運転可能。
- 北越急行ほくほく線：非電化ローカル線として建設されていた北越北線を途中で設計変更し、単線電化160 km/h運転対応の高規格新線として1997年に開業した。
- 首都圏新都市鉄道つくばエクスプレス：全線が高規格新線として建設され、通勤形車両ながら最高速度130 km/h運転を行っている。
- 伊勢鉄道伊勢線
- 智頭急行智頭線：非電化ローカル線として建設されていた智頭線を工事再開時に設計変更し、単線非電化ながら130 km/h運転対応の高規格新線として1994年に開業した。
- 京成成田空港線：日暮里（京成本線） - 空港第2ビル間を36分で結ぶ。一部区間は北総鉄道北総線との線路共用を実施。成田高速鉄道アクセス区間での最高速度は160 km/h。

### 新在直通運転
日本のように高速鉄道路線と在来線とで軌間が異なる鉄道網では、改軌や三線軌条化、あるいは高速度走行に耐えうる軌間可変車両の導入によって直通運転させることによっても鉄道の高速化が実現する。方法として下記が考えられている。
車両側で対応する方法「異ゲージ直通運転方式」
- 軌間可変方式 - 車両の構造が複雑になる欠点がある。軌間可変電車（フリーゲージトレイン）。
- 台車交換方式 - 時間がかかりすぎる欠点があるが、列車本数が少なく長距離運転を行う場合に有利である。

軌道側で対応する方法「改軌方式」
- 標準軌方式 - 速度向上が見込め、狭軌との軌道中心線が一致するので在来の地上施設を有効に活用できる一方、狭軌車両が走行できない。
- 三線軌方式 - 狭軌、標準軌双方の車両が走行できるが、軌道中心線がずれるので、ホームやトンネル、橋梁といった構造物の改良が必要。複雑な三線軌分岐器が必要となる。
- 四線軌方式 - 狭軌、標準軌双方の車両が走行できるが、軌道の中心線が一致するので在来の地上施設を有効に活用できる一方、かなり複雑な四線軌分岐器が必要。
- 標準軌・狭軌単線並列方式 - 工事費が廉価で複線区間のみ適用する。輸送量の多い線区では適用できない。

#### フリーゲージトレイン
異ゲージ直通運転方式のうち軌間可変方式。高速鉄道路線（新幹線）と在来線の異なる軌間に合わせて走行できる車両は、フリーゲージトレイン（FGT）と呼ばれる。日本では2024年時点で開発は進められているが実用化の目処は立っていない。

#### ミニ新幹線
改軌方式のうちの標準軌方式を基本とし、条件によって三線軌方式、標準軌・狭軌単線並列方式を組み合わせている。山形新幹線と秋田新幹線の2路線で採用されている。

#### スーパー特急
改軌も軌間可変も用いずに、在来線と同じ軌間で高速鉄道（新幹線）を建設する方式は、スーパー特急と呼ばれる。

## 中速鉄道の定義
高速鉄道の定義同様、中速鉄道にも普遍的な定義といえるものはない。
インドネシアでは高速鉄道（後のインドネシア高速鉄道）でなく中速鉄道にする案があったが、その速度は200 - 250 km/h程度としていた。
曽根悟は2024年に刊行した著書において、日本における中速鉄道を「最高速度が130 km/hまでの在来鉄道の上限を超え、新幹線の最高速度260 km/h未満の鉄道と定義し、実例として後述の成田高速鉄道アクセス線内の「スカイライナー」、ほくほく線内の「はくたか」を挙げている。また、今後導入する線路の規格としては、新規建設による標準軌（1,435 mm軌間）、在来路線の改良や部分的なバイパス線の建設による1,067 mm軌間の両方を示している。

## 日本における鉄道の高速化

### 戦前・戦中の国鉄
戦前においては輸送力の確保・路線の建設による延伸こそが主目的であり、対抗できるような他輸送機関もなかったため、現在ほど高速性への要求自体は大きいものではなかったが、高速化への努力は常に行われていた。例えば、
- 運転上隘路になっていた区間の新線切り替えや線増（複線化）
- 短絡線の建設（信越本線に対する上越線、など）
- 重要線区の電化延伸、軌道強化
- ブレーキの改良（真空ブレーキから自動空気ブレーキへ）
- 連結器の改良（ねじ式連結器から自動連結器へ）
- 車体の改良（木造から鋼製へ）
- 蒸気機関車の牽引力の増大（飽和式から過熱式へ、など）、電化区間での電気機関車による牽引

があり、超特急「燕」号のような極端な例では、機関車交換を省くロングランに加え、補機の走行中開放、給水停車をも嫌った水槽車の連結、走行中の車外を伝い歩いての乗務員交代が行われていた。最高速度は公式には、旅客列車は95km/h、貨物列車は65km/hとなっていた。
都市圏輸送では、大正時代までは東京近郊の近距離輸送に電車が運用され始めていたが、1930年の横須賀線（東京 - 横須賀間）の電車運転を皮切りに、中距離区間でも電車による速度向上が始まり、1933年には中央線で複々線を活用し、平日朝夕に東京 - 中野間で急行運転（現在の快速）も始まった。関西では1934年の東海道・山陽線電化を機に、大阪 - 神戸間の急行電車の運転も始まった（1937年に京都まで延長）。これらの路線の高速化には、都市規模の拡大による通勤時間延長への対応や、並行する私鉄への対抗の目的もあった。
しかしながら、太平洋戦争開戦以後は軍需物資の輸送が第一となったため、このような「不要不急」の高速旅客列車は姿を消していくことになる。
参考
- 東海道本線優等列車沿革
- あじあ号

### 戦後の国鉄

#### 1940年代後半 - 1950年代前半
戦後間もない頃の国鉄は疲弊した鉄道施設及び車両の修繕・復興に総力を費やしたため、東海道本線を走る特急「へいわ」が戦前の特急「燕」よりも1時間近く遅くなったことに代表されるように、高速性については戦前より後退したと言える。この状況は1950年（昭和25年）頃にようやく戦前レベルまで改善されることとなる。1950年代の国鉄高速化の歴史とはすなわち鉄道無煙化・動力分散化の歴史であるといってよい。既に電化されている区間において従来の機関車牽引列車に対して画期的な高速性を発揮した80系電車が登場し、また、ようやく実用化にこぎつけたDMH17形エンジンと2速の液体式変速機を搭載した17系、55系気動車が全国の非電化線区へ投入され、目覚しい時間短縮を実現したのもこの頃である。
都市圏輸送では、戦後まもなく関西で京阪神間の急行電車が復活、戦時買収で国鉄線となった阪和線でも急行運転が始まった。一方で首都圏では、戦災で被災した車両・設備の復興と同時に、激増する利用客への対応が喫緊の課題となっており、速度よりもむしろ輸送力の確保に重点を置かざるを得ない状況となり、本格的な高速化は、通勤五方面作戦に代表されるような抜本的な設備改良による緩急分離運転の実現まで待つことになる。

#### 1950年代後半 - 1960年代後半
国鉄における高速化が最高潮に達したのがこの頃である。1950年代に既に全線複線電化が完成し、80系電車の投入によって長距離高速列車にも電車を使用することが可能であるという実績を得た国鉄当局は1958年（昭和33年）に新設する東海道本線の特急「こだま」へ充当すべく、20系電車（称号改正により、151系電車）を登場させる。この列車の設定により、（段階的にではあるが）東阪間はそれまでの機関車牽引特急の最速所要時間であった7時間30分を1時間も短縮した6時間30分という驚異的な所要時間で結ばれることとなった。また、この頃になると81・82系気動車の開発によって非電化区間を走る特急列車が無煙化されたことなどから全国に特急ネットワークが形成されることとなった。また、1964年（昭和39年）にはこの時期の高速化指向の集大成とも言える東海道新幹線が開業している。
1968年（昭和43年）、輸送需要の増大に応えるために東北本線をはじめとして各地で行われていた電化や線形改良・軌道強化、81・82系気動車が性能面で急行形車両の55系気動車や58系気動車と大差がない、むしろ勾配線区ではより非力なことから開発された181系気動車などの集大成としてヨンサントオと言われる白紙ダイヤ改正を行った。これにより東北・山陽・上越・北陸本線等では最高速度が110km/hから120km/hに引き上げられ、大幅な高速化が達成された。特に劇的だったのは電車化や全線東北本線経由に変更になったことから全区間で1時間54分も短縮された特急「はつかり」で、その表定速度は86.5 km/hにも達した（後のダイヤ改正で所要時間8時間15分へとさらに高速化され、国鉄在来線史上最速の表定速度89.2 km/hを記録することとなる）。
以上のように各地で目覚しい高速化が図られたヨンサントオ改正であるが、これ以後労使関係の悪化などが原因で最高速度向上の試みはJR化するまで表に出ることはなく、特急列車の一般化・大衆化に伴う停車駅数増加などで所要時間は全体的に増加する方向に向かう。
貨物列車の場合、旅客列車よりも最高速度は低く、急行貨物列車では75km/h、一般の貨物列車では65km/hである場合が多かったが、1959年に運転を開始したコンテナ特急「たから号」では最高速度が85km/hに引き上げられ、その後1966年からは10000系貨車による最高速度100km/h運転が実現し、ヨンサントオダイヤ改正では2軸貨車の改良により一般の貨物列車でも75km/h運転が可能になった。

#### 1970年代 - 国鉄民営化まで
この時代は、鉄道の高速化という点では、全体として低迷した時代と言える。その要因としては以下のものが挙げられる。
- 労使関係の悪化や赤字路線増大による経営悪化、技術開発の停滞
- 高速化よりも輸送力確保に重点が置かれた
- オイルショックによる高度経済成長の終了
- モータリゼーションによる鉄道利用客の減少
- 新幹線における騒音問題

1978年（昭和53年）10月改正では、すでに東北・上越新幹線の建設が進められていたため、東北・上信越方面の特急列車の増発枠を、地上設備の改良を極力抑えつつ確保するべく、スピードダウンが行われた。
国鉄末期の1985年（昭和60年）3月改正では、東海道新幹線の東京駅 - 新大阪駅間が3時間8分と、わずか2分ではあるが20年ぶりの時間短縮となったほか、東北新幹線では日本最速の最高速度240 km/h運転が開始されている。1986年（昭和61年）11月改正から東海道・山陽新幹線で最高速度220 km/hに引き上げられた。
貨物列車については、操車場（ヤード）を介した貨物輸送は、操車場での組み換え作業で大幅な時間を要し、所要時間の点で結果的にトラック輸送に太刀打ちできず、1984年には直行輸送方式に転換された。一方でコンテナ貨物列車が増強され、1986年からは最高速度100km/h運転の6本に「スーパーライナー」の愛称が付けられている。

#### JR化後の新幹線
新幹線は東海道新幹線開業当初の210 km/hから、軽量化、高出力化、騒音低減などにより、270, 300 km/hと段階的に高速化が行われてきた。特にJR化後は航空機との競争に打ち勝つため、盛んに高速化が推進されている。
国鉄分割民営化時点では東海道・山陽新幹線の最高速度は220km/h、東北新幹線は240km/h、上越新幹線では210km/hであったが、国内航空網や高速道路・高速バス網との競争もあり、最高速度の引き上げが行われている。整備新幹線として開業した区間（北海道新幹線、東北新幹線盛岡以北、北陸新幹線、九州新幹線、西九州新幹線）では260km/h運転が行われている。
新幹線でも車体傾斜装置の導入がされている。東海道新幹線は曲線が多いため、空気ばね車体傾斜装置を搭載したN700系を導入され、起動加速度も在来線車両である313系と同等の2.6 km/h/s が出せるようにしたため、同じ270 km/hでも所要時分を東京駅 - 新大阪駅間で5分短縮させることに成功した。
- 1988年：上越新幹線にて240km/h運転（特急「かがやき」との接続による首都圏～北陸間の大幅短縮を実現）
- 1989年：山陽新幹線内にて「グランドひかり」による最高速度230km/h運転
- 1990年：上越新幹線（大清水トンネル内下り線）にて275km/h運転（1999年まで実施、以降は240km/h）
- 1991年：東北新幹線にて245km/h運転
- 1992年：東海道新幹線「のぞみ」による270km/h運転
- 1997年：山陽新幹線にて500系による300km/h運転、東北新幹線にて275km/h運転
- 2011年：東北新幹線にて300km/h運転
- 2013年：東北新幹線にて320km/h運転[注 3]（2023年現在、最速）
- 2015年：東海道新幹線にて285km/h運転[注 4]
- 2023年：上越新幹線にて275km/h運転

新幹線の速度向上はこれからも地道に続いていくと予測される。構想・計画・施工中とのものとして、
- 青函トンネル内の200km/h運転
- 北海道新幹線札幌延伸に向けた盛岡以北の最高速度引き上げ
- ミニ新幹線（山形新幹線、秋田新幹線）の線形改良

といったものがある。
一方東海道新幹線は改良が頭打ちの状況にあることからリニア方式の中央新幹線で代替が目指されている。

#### JR化後の在来線
在来線では国鉄分割民営化後の1989年3月ダイヤ改正より、以下の特急列車で最高速度130km/h運転を開始し、1968年10月改正以来21年ぶりの最高速度引き上げとなった。
- 特急「スーパーひたち」：常磐線（上野 - 日立間）
- 特急「スーパー雷鳥」：湖西線・北陸本線（北陸トンネル内のみ）

その後もブレーキ性能の向上によって600メートル条項をクリアできる目処が立ったことや対抗輸送機関などとの関係もあり、線形のよい区間において130 km/h運転区間が拡大している。踏切が存在しない特殊区間においては130 km/hを上回る速度で運行がなされている例もある（海峡線など）。
JR発足初期は新型の車両が次々と投入され、線形が悪い区間においても、高性能気動車の導入と各種地上施設の改良によって大幅に高速化したひだ・南紀（JR東海）や、使用車両はそのままでありながら曲線通過速度を大幅に引き上げることによって高速化を達成したあずさ（JR東日本）など、可能な限りの高速化を行った線区が多く見られる。JR西日本の新快速が130 km/h運転を始めるなど、都市部の一般列車においても高速化が推進され、対抗する私鉄においても高速化が以前よりも盛んに行われるようになった。
また、JR四国で制御付自然振り子車両である2000系気動車が開発されて以来、山岳路線のような急曲線の非常に多い路線においても大幅な高速化が可能となった。新型車両の投入の他にも一線スルー化や路盤強化などの改良が行われて速度引き上げが行われ、予讃線、山陰本線、津山線などで所要時間の短縮が図られた。
しかしながら2000年代に入ると地方でも高速道路の整備が進み、在来線の特急ですら高速バスに対して優位に立てなくなる区間が増え、費用対効果、人口減と長期不況、福知山線事故等々の影響から高速化改良は停滞。所要時間は頭打ち、あるいは所要時間が延びる傾向となっているのが現状である。
例としては、
- 整備新幹線開業に伴う並行在来線では特急列車の廃止または大幅な削減が行われた結果、もともと120km/h以上の高速運転に対応した地上設備が過剰となり、コスト低減の観点から、最高速度の引き下げが行われる。（例：鹿児島本線、信越本線→しなの鉄道、北越急行ほくほく線）
- 合理化による単線区間の交換設備の撤去、複線区間の待避設備の撤去により、駅での停車時間が延びる。
- JR北海道に至っては経営危機と度重なる事故が深刻化したことから、車両や軌道の延命目的で逆に性能を落とした車両に置き換えたり、減速を行うなどで逆に所要時間が大幅に延びてしまった区間がいくつかある。

貨物列車については、スーパーライナーの拡充が行われたほか、1988年からは最高速度110km/hに対応したコンテナ貨車も登場している。また「スーパーレールカーゴ」による最高速度120km/h運転も行われている。

### 私鉄

#### 戦前
明治・大正時代の民鉄線は、電化されていても路面電車程度の速度で走る路線も少なくなかったが、アメリカのインターアーバンの影響もあり、郊外区間では専用軌道上に電車を走らせて高速運転を行う路線も出てきた。また、地域輸送を出自とした路線でも電化により高速運転が可能になった。
昭和に入ると、並行する他社線や官営鉄道との差別化のため、阪神急行電鉄神戸線や愛知電気鉄道、阪和電気鉄道、小田原急行鉄道などがカーブの少ない線形を活かして特急・超特急列車などを走らせ、高速運転を行った。また、カーブが多い路線を持つ会社による高速運転を行うための新線建設も行われた。京阪電気鉄道の子会社として新京阪鉄道が設立されて新京阪線（現在の阪急京都本線）を開通させたほか、阪神電気鉄道による第二阪神線の建設も計画されていたが実現には至らなかった。
これらの高速運転への努力は、太平洋戦争を機に中止され、高速化の点では大幅に後退した。

#### 戦後昭和
戦後間もない時期は設備の復旧に時間とコストがかかり、高速化まで手が回る状況ではなかったが、それでも着実に高速化への努力はなされていた。1950年代以降の事例として、
- 駆動方式が吊り掛け駆動からカルダン駆動に進化し、電動機も小型で高性能な機種が開発された
- 飛行機の技術を応用したモノコック構造を車体に取り入れ、軽量化が実現した
- 小田急SE車のような、高速運転を前提とした車両が多数開発され、営業運転に投入された

しかしながら1950年代後半からの高度経済成長期に入ると、大手私鉄では輸送人員が激増し、高速化よりも輸送力増強に設備投資の重点が置かれ、戦前に比べて列車密度が増えたことによる徐行運転、沿線人口の増加に伴う停車駅の増設・新駅の設置などによって速度が低下した事例も少なくない。また、列車本数の大幅な増加による事故も多発し、それに対応した安全確保のための保安装置の設置により、戦前のような大幅な速度超過ができなくなった。地方私鉄では長野電鉄や富山地方鉄道のように高性能車が投入され速度向上に寄与した事例もあるが少数に留まり、多くは並行する道路の整備による利用客の自動車への転移や、都会への人口流出・過疎化による沿線人口そのものの減少により、利用客が激減し、高速化はおろか既存設備の維持のための投資もままならず、廃線となった事例も少なくない。
一方で、防災工事や連続立体交差事業の際の線形改良、近鉄各線や南海高野線のように輸送力増強を兼ねた線路付け替え、複線化・複々線化による線路容量の増大、駅の統廃合によって高速化が行われた事例も多い。また、保安装置も場合によっては駅進入速度の向上などで速度向上に寄与することもある。

#### 平成以降
私鉄各線の最高速度は平成初頭まで最速110 km/hにとどまっていたが、JRへの対抗もあり、平成に入ってから再び最高速度を引き上げる路線が増加した。
最高速度を120km/hに引き上げた最初の事例は1988年の近畿日本鉄道の「アーバンライナー」で、続いて1990年に名古屋鉄道のパノラマスーパー、1991年の東武鉄道スペーシア、1994年の南海電気鉄道ラピート、1995年の京浜急行電鉄の快速特急となっている。さらに1993年からは近畿日本鉄道の伊勢志摩ライナーが民鉄初の最高速度130km/h運転を開始した。
2000年代前後においては、首都圏においても対抗路線との競争や需要掘り起こしのため、東急電鉄の東横特急や目黒線・大井町線の急行、小田急電鉄の湘南急行⇒快速急行のように停車駅を減らした列車を走らせる事例が増加した。
しかし、長期不況が顕在化するにつれ、
- 少子高齢化、都心回帰、モータリゼーションなどの要因による鉄道利用客の減少傾向に対応した、優等列車の停車駅増加による利便性向上、利用客増加施策
- 現在以上の高速化に対する費用対効果
- 福知山線脱線事故以降の安全重視傾向（ダイヤの見直し、余裕時分確保）、ホームドア設置による利用客の安全確保の優先

などの要因もあり、高速化による時間短縮は優先度が低くなっていった。阪急神戸本線の特急のように停車駅を増加したうえで最高速度向上により所要時間を短縮した事例もあるが、大半の場合は停車駅が増加した分、所要時間が伸びる傾向にある。
2010年代には、2010年に京成電鉄の京成成田空港線の一部（成田高速鉄道アクセス・成田空港高速鉄道）に高速化を目的とした新線が開業。スカイライナーによる最高速度160 km/hの運転が開始した。最高速度の引き上げこそないが、小田急電鉄では2018年の代々木上原ー登戸間の複々線化完成に伴い、長年の悲願であったロマンスカーによる新宿ー小田原間60分運転を実現した。

#### 最高速度110 km/hを超える事例
- 最高速度160 km/h
  - 京成成田空港線成田高速鉄道アクセス区間内のスカイライナー（京成電鉄）
- 最高速度130 km/h
  - 近鉄大阪線や志摩線の特急（近畿日本鉄道）
- 最高速度120 km/h
  - 東武日光線内の特スペーシア（東武鉄道）
  - 京急本線内の日中の快特（京浜急行電鉄）
  - 南海空港線内のラピート（南海電気鉄道）
  - 名鉄名古屋本線の快速特急・特急（名古屋鉄道）
- 最高速度115 km/h
  - 阪急神戸本線の日中の特急、京都本線の特急・通勤特急（阪急電鉄）

### 第三セクター
北越急行ほくほく線の特急「はくたか」において最高速度160 km/hの運転が行われていたが、2015年3月14日に北陸新幹線が金沢まで延伸されたことにより廃止された。

## 日本国外における在来線高速化

### 欧州
ヨーロッパではいわゆる高速鉄道の発生以前から高速化が進んでおり、いわゆる在来線においても1960年代には160 km/h運転を実施していた。その後も路盤の強固さおよび線形の良さをいかして最高速度の向上が続けられ、ICおよび一部の高速貨物列車では200 km/hでの運行を実現している。また、イタリアやスペイン・スウェーデンなどの線形が悪い区間がある国々では強制車体傾斜装置の導入によって曲線通過速度の向上を図っている。以下に各国の在来線高速化事例を挙げる。

#### イギリス
- APT（Advanced Passenger Train）
- HST（インターシティー125） - ディーゼル機関車2両によるプッシュプルによって200 km/h運転を実現。
- インターシティー225 - 電気機関車1両によるプッシュプル方式。225 km/h運転が可能であるが信号システムの関係上、運行最高速度は200 km/h。

#### イタリア
- ディレッティシマ
- ペンドリーノ - 最大8度傾斜可能な強制車体傾斜装置を搭載し、在来線区間における高速化に貢献した。
  - ETR450 - ETR460 - ETR470 - ETR480
- ユーロスター・イタリア

#### フランス
- フランス国鉄BB26000形電気機関車
- ターボトレイン - 動力源としてガスタービンエンジンを搭載。

#### スペイン
- タルゴ - 軌間変換可能な連接式一軸台車と自然振り子式を採用した。

### 旧ソ連地域

#### ロシア
- シベリア鉄道 - 全線複線化・電化によって貨物列車を高速化。
- ソコル

### 中国
中国では1997年から2007年にかけ、6度にわたる全国的な在来線の高速化が実施された（中国鉄路大提速）。
- 直達特快列車（中国語版） - 2004年に運行が開始された。最高速度は160km/h。
- 特快列車（中国語版） - 2000年に運行が開始された。最高速度は140km/h。

### アメリカ大陸

#### アメリカ合衆国
- アセラ・エクスプレス - 北東回廊。TGVの亜種
- ジェットトレイン計画
- スーパーC
- ダブルスタックカーに代表される大陸横断貨物列車において最高速度120 km/h運転を実施し、パナマ運河経由よりも高速で貨物を輸送するアメリカランドブリッジを形成している。